# Смоленская возвышенность
Смоле́нская возвы́шенность — возвышенность в Европейской части России, часть Смоленско-Московской возвышенности.
Территориально расположена от города Орши в Беларуси до Можайского района Московской области, в основном в Смоленской области. Наивысшая точка: 319,8 метров над уровнем моря (недалеко от деревни Марьино Вяземского района Смоленской области). В западной части возвышенности сложена доломитами и известняками девона, к востоку от Смоленска — известняками, глинами, мергелями карбона. Рельеф моренно-эрозионный; в северо-западной части крупный холмисто-грядовый.
На возвышенности берут начало крупные реки: Десна, Угра, Москва и пр.
На Смоленской возвышенности находятся так называемые «речные ворота» — естественный коридор междуречья Днепра и Западной Двины, единственный путь прохода с запада на восток (от Вислы до верхней Волги) от Балтики до Чёрного моря без форсирования крупных речных преград.